# Deutsche Liga für Menschenrechte
Die Deutsche Liga für Menschenrechte (DLfM) war eine deutsche Menschenrechtsorganisation. Sie wurde 1914 gegründet, war von 1933 bis 1945 im Deutschen Reich verboten und war wieder von 1949 bis 2019 politisch aktiv.

## Geschichte

### Anfänge
Die Deutsche Liga für Menschenrechte wurde am 16. November 1914 als Bund Neues Vaterland gegründet. In den folgenden Jahren kam es zum Kontakt und zur Freundschaft mit der 1898 gegründeten Französischen Liga für Menschenrechte. In Anlehnung an das französische Vorbild nannte sich der Bund Neues Vaterland Anfang 1922 um in „Deutsche Liga für Menschenrechte“ und gründete zusammen mit den Franzosen und Gleichgesinnten einiger weiterer europäischer Länder die „Fédération Internationale des Ligues des Droits de l'Homme“ (FIDH) mit Sitz in Paris.
Zu den führenden Mitgliedern der Deutschen Liga gehörten zwischen den beiden Weltkriegen unter anderem Kurt R. Grossmann, Carl von Ossietzky, Albert Einstein, Emil Julius Gumbel, Kurt Tucholsky und Berthold Jacob. Neben ihrem Engagement für die Rechte des einzelnen Bürgers traten Ossietzky und Einstein auch ein für Gerechtigkeit in den zwischenstaatlichen Beziehungen. Dafür forderten sie eine internationale Gesetzgebung und internationale Gerichte, die von allen Staaten zu respektieren wären. Diese Gedanken wurden allmählich von immer mehr Menschen aufgegriffen. Das führte schließlich 1948 zur Gründung der Weltorganisationen der „Weltföderalisten“ und der „Weltbürgerbewegung“.

### Drittes Reich
Die Liga leistete energischen Widerstand gegen die aufkommenden Nationalsozialisten. 1933 wurde die Liga von der nationalsozialistischen Verwaltung zur Auflösung gezwungen. Das vereinseigene Archiv wurde vernichtet. Die führenden Persönlichkeiten flüchteten teils ins Ausland, teils wurden sie in Konzentrationslager gesperrt. Eine internationale Kampagne führte dazu, dass Ossietzky 1936 der Friedensnobelpreis rückwirkend für 1935 verliehen wurde. Ossietzky verstarb 1938 im Polizeikrankenhaus an den Folgen der erlittenen Misshandlungen.
Die Arbeit des internationalen Verbandes FIDH musste während der Besetzung Frankreichs durch das deutsche „Dritte Reich“ ruhen, konnte aber nach dem Kriegsende fortgesetzt werden.
Im Jahre 1941, als die Fédération Internationale des Ligues des Droits de l‘Homme (FIDH) kriegsbedingt nicht arbeiten konnte, wurde in New York ein neuer internationaler Dachverband der Menschenrechtsbewegung gegründet, die International League for Human Rights (ILHR).
1948 haben zwei Mitglieder der FIDH an der Formulierung der „Allgemeinen Erklärung der Menschenrechte“ der Vereinten Nationen mitgewirkt.

### Nach 1945
Mitglieder der von den Nationalsozialisten aufgelösten Deutschen Liga für Menschenrechte einte die Überzeugung, dass alle Deutschen im Zweiten Weltkrieg Schuld auf sich geladen hatten. Sie waren dafür, die deutsche Bevölkerung darüber aufzuklären, dass unter dem NS-Regime massiv gegen Menschenrechte verstoßen worden war. 1949 bekamen die Mitglieder die behördliche Genehmigung, ihre Vereinstätigkeit fortzuführen. Der Sitz war zunächst in Berlin. In den 1950er Jahren wurden verschiedene Landesverbände gegründet, so 1955 in Bayern und 1957 in Hamburg. Die 1959 in Berlin gegründete Internationale Liga für Menschenrechte (ILMR) ist mit der DLfM nicht identisch.
1959 wurde der damalige stellvertretende Generalsekretär Wolfram von Hanstein als DDR-Spion enttarnt und 1960 wegen Landesverrat zu sechs Jahren Zuchthaus verurteilt. Von Hanstein hatte im Auftrag des MfS die DLfM und weitere NGO ausspioniert. Diese Affäre sorgte in der DLfM für erhebliche Unruhe und schadete dem Ansehen des Vereins. Die Einstufung als kommunistisch unterwandert, wie in einigen Presseorganen geschehen, war allerdings unbegründet. Vielmehr nutzte das bayerische Präsidiumsmitglied Friedrich Haugg seinen Einfluss dahingehend, vorwiegend Mitglieder und Sympathisanten der SPD als Mitglieder der DLfM zu gewinnen.
Ab 1960 erlangte der Landesverband Bayern maßgeblichen Einfluss. 1961 verlegte die DLfM ihren Sitz von Berlin nach München. In den folgenden Jahren kam es zu politischen Streitigkeiten zwischen der DLfM und der ILMR.
Zu den politischen Themen und Arbeitsgebieten, mit denen sich die DLfM befasste, gehören vorwiegend Konflikte mit Behörden und mächtigen Institutionen, unter anderem die staatlich erzwungene Trennung der Kinder von ihren Eltern. Nach Online-Recherche (Juli 2020) ist die DLfM (München) nicht mehr existent.